# Gotham Central
A Gotham Central Greg Rucka és Ed Brubaker író és Michael Lark képregénysorozata, mely a DC Comics kiadásában jelent meg 2003 és 2006 között.

## A sorozat megszületése
Egy új rendőrsorozat iránti igény a Gotham Central két leendő írójában, Greg Ruckában és Ed Brubakerben egymástól függetlenül merült fel. A két alkotó a Batman és a Detective Comics című füzeteken való munkáik során előszeretettel használtak rendőr szereplőket. A Gotham Central sorozata Brubaker azon elgondolásából nőtte ki magát, hogy feltárja, milyenek lehetnek a rendőrök hétköznapjai Batman városában, Gotham City-ben. A sorozat előfutárának a Batman 603. számában, 2002 júliusában megjelent The Turning Point című, a Bruce Wayne: Fugitive-eseménysorozatának egyik története tekinthető. A The Turning Point Brubaker első, Michael Lark rajzolóval közös Batman-történetötletének átdolgozott változata. Brubaker Slam Bradley’s Final Case címet viselő története eredetileg a Batman: Legends of the Dark Knight című sorozat számára készült, mely azonban végül soha nem került be a füzetbe. A The Turning Point története egy egykori rendőrnyomozó, Gary Sloan elbeszélésében mutatja be, hogy Batman feltűnése hogyan változtatta meg a város rendőreinek munkáját. Brubaker Ruckával való beszélgetései során megemlítette régi történetét, akinek megtetszett az elgondolás. A két író későbbi találkozói során lassan körvonalazódni kezdtek a rendőrsorozat tervei. 2001-ben, a Batmanhez kötődő füzetek oldalain megjelent Officer Down című eseménysorozat is ennek a szellemében született meg. Rucka és Brubaker ez után úgy érezték, hogy ötletük már életképes, így ugyanezen év nyarán egy ebéd alkalmával felvetették annak ötletét Bob Schreck szerkesztőnek. Bár a kiadó kezdetben idegenkedett az ötlettől, Schreck Matt Idelson szerkesztőtársa támogatásával végül jóváhagyatta a sorozatot. Rucka véleménye szerint a DC Comics döntéséhez nagyban hozzájárul Brian Michael Bendis író és Michael Avon Oeming rajzoló hasonló témájú, Powers című sorozatának sikere is, melyből havonta 30 000 példányt értékesítenek. Rucka és Brubaker a döntés megszületés után egy évet vártak Michael Lark rajzolóra, hogy az felszabaduljon más munkái alól és elkezdhessék a sorozatot.

## Megjelenése és cselekménye
A Gotham Central első száma 2003 februárjában jelent meg. A sorozat első, In the Line of Duty című két részes történetét Greg Rucka és Ed Brubaker közösen írták. Mivel mindkét író úgy érezték, hogy jobb ha mindketten bizonyos fokig megőrzik önálló alkotói szabadságukat, úgy döntöttek, hogy felváltva fognak dolgozni a füzeten. Rucka és Brubaker ezt követően történetenként váltották egymást a Gotham Central írójaként, de úgy tervezték, hogy évente egyszer, egy szövevényesebb történet kapcsán, ismét közösen fognak dolgozni. Mindkét alkotó bizonyos mértékben egymástól elkülönülő, saját szereplőgárdával, Rucka a nappali, Brubaker pedig az éjszakai műszak szereplőivel és ügyeivel dolgozott, a füzet rajzolója azonban mindkét esetben Michael Lark volt. Az In the Line of Dutyt Brubaker három részes Motive, azt pedig Rucka öt részes Half a Life című története követte. „Így mindketten továbbra is közösen dolgozhattunk, de anélkül, hogy ráléptünk volna egymás lábára, és nem kellett egyikünknek sem felvállalni a vezető szerepét.” – nyilatkozta Brubaker. A két író nem zárta ki Larkot a megbeszéléseikből, és javaslatait is meghallgatták. Lark ugyan szerette volna, ha több befolyása lenne a történetekre azok képi megjelenésének megtervezésén és kivitelezésén kívül is, de ugyanakkor úgy érezte, hogy Rucka és Brubaker sokkal rátermettebbek nála ezen a területen.
A DC Comics más füzeteihez képest a Gotham Central értékesített példányszáma, a sorozat kritikai és olvasói elismerése ellenére, a kezdetektől igen alacsony volt. Brubaker véleménye szerint, ennek egyik oka az volt, hogy a legtöbb eladó óvatosságból csak a vásárlók előjegyzései alapján rendeltek a füzetből. Emellett figyelembe kellett venni azt is, hogy egyes olvasók nem is akarták megvásárolni a havonta megjelenő füzeteket, és inkább a gyűjteménykötetek kiadására vártak. A sorozat rossz eladási mutatói ellenére a DC kitartott mellette, részben köszönhetően a gyűjteménykötetek sikerének. Lark véleménye szerint a Gotham Central az amerikai piacon „nem tipikus képregény”, aminek a tengerentúlon valószínűleg sokkal nagyobb sikere lett volna.
Michael Lark 2005 elején elhagyta a kiadót és kétéves exkluzív szerződést írt alá a Marvel Comics-szal. A rajzoló a Gotham Central 25. számán dolgozott utoljára. A 26. és 27. számon Jason Alexander, majd őt követően a 31. számig Stefano Gaudiano vette át munkáját. Rucka nyilatkozata szerint ő, és Brubaker is igen nehezen fogadták Lark döntését, és nem is igazán tudták elképzelni a Gotham Centralt az ő képei nélkül. Ennek ellenére, és a kiadó támogatása mellett, úgy döntöttek, hogy folytatják a sorozatot. „A Gotham Central írása mindkettőnk számára hatalmas öröm, élvezet és lehetőség. A mainstream képregények világában igen ritka lehetőség egy ilyen füzeten dolgozni.” – nyilatkozta Rucka. A sorozat rendszeres rajzolója a helyettesítő művészek után Jose Angel Cano Lopez, Kano lett, aki sokat megőrzött Lark „darabos” és „durva” képi világából. Fél évvel Lark távozása után Ed Brubaker is elhagyta a DC-t és számára igen kedvezőnek ítélt feltételek mellett szintén kizárólagos szerződést kötött a Marvellel, akik azonban engedélyezték, hogy befejezze korábban bejelentett munkáit és egy utolsó közös történetet Ruckával a Gotham Central sorozatában. Brubaker nyilatkozata szerint döntésében az volt a legnehezebb, hogy el kellett hagyni a sorozatot. Emellett azonban bizonyos tekintetben megkönnyebbülés is a számára, mivel a színfalak mögött számos olyan dolog zajlott a Gotham Centrallal kapcsolatban, amikről az olvasók nem tudnak. Rucka és Brubaker utolsó története a négy részes Dead Robin volt, melynek megjelenésével egy időben bejelentették a sorozat befejezését is. Rucka nyilatkozata szerint az ő kérése volt, hogy fejezzék be a Gotham Centralt. „Véleményem szerint Stephano [Gaudiano] és Kano fantasztikus munkát végeztek, de a sorozat, az első számtól kezdődően Ed Brubaker, Michael Lark és az én közös munkám volt. Már igen régóta beszélünk arról, hogy ez »a mi gyermekünk«. Mi hárman együtt dolgoztunk rajta, és azt szerettük volna, ha ez így is marad.” – nyilatkozta Lark. Véleménye szerint a füzet minősége két alkotótársa távozásával sem csökkent, de számára a munka a Gotham Centralon nélkülük már nem jelentette ugyanazt mint korábban, és kellemetlenül érezte magát az eredeti csapatból egyedüliként tovább dolgozni rajta. A DC ugyan felajánlotta Ruckának, hogy a távozása után is fenntartaná a sorozatot más alkotók bevonásával, de ő ezt nem szerette volna.
A sorozat eladott példányszáma a végéhez közeledve tovább csökkent. A Diamond, Észak-Amerika legnagyobb képregény-viszonteladójának egységesített eladási listáján a sorozat 37. száma a 102., a 38. száma pedig már a 120. helyre esett vissza. A Gotham Central utolsó, 40. száma 2006 áprilisában jelent meg.

## A sorozat szereplői
A Gotham Central főszereplői a Gothami Rendőrkapitányság Súlyos Bűncselekményi Osztályának tisztjei. Mivel a város rendőrsége, ahogyan azt a korábbi történetekben számos író is ábrázolta, a korrupció melegágya, az egységet James Gordon felügyelő alapította és azok közül válogatta össze tagjait, akiket tisztességesnek és a szervezet legjobbjainak tartott. Maga Gordon csak ritkán tűnik fel a füzetben. A Gotham Central rendőrtisztjei általában két jól elkülöníthető csoportban, a nappali és az éjszakai műszakban szerepelnek. A Súlyos Bűncselekményi Osztály vezetője Maggie Sawyer, aki eredetileg a Superman-füzetekben tűnt fel. A nappali műszak történeteinek írója Greg Rucka, központi szereplői Renée Montoya, aki bár a képregények oldalain tűnt fel először, eredetileg Bruce Timm és Paul Dini 1992-es animációs sorozata mellékszereplőjének szánták; Crispus Allen, egy Metropolisból áthelyezett tiszt, aki a No Man’s Land című eseménysorozat kapcsán tűnt fel a Batman-füzetekben. Az éjszakai műszak történeteinek írója Ed Brubaker, központi szereplői Marcus Driver, az utolsó, akit Gordon felügyelő visszavonulása előtt még személyesen helyezett a Súlyos Bűncselekményi Osztályhoz; Romy Chandler, aki eredetileg szövetségi nyomozónak készült, de végül a rendőrséget választotta; valamint Josie Mac, az első nyomozó akit Gordon utóda, Mike Akins helyezték át az Eltűnt Személyek Osztályáról az alakulathoz.
Michael Lark rajzoló nyilatkozata szerint megpróbálta a sorozat szereplőit minél valóságosabban ábrázolni, és nem akarta, hogy színészekre vagy rajzfilmfigurákra hasonlítsanak. Emellett szerette volna megragadni és bemutatni a különbséget a valód emberek és a jelmezes hősök és gonosztevők között.

## Stílusa és képi világa
A Gotham Central cselekménye hétköznapi rendőrök szemszögéből mutatja be a DC Comics füzeteinek kitalált világát, bizonyos tekintetben hasonlóan mint ahogyan azt Kurt Busiek és Alex Ross 1994-ben megjelent Marvels című sorozata tette, melynek narrátora egy fotóriporter volt. Greg Rucka és Ed Brubaker ezért igyekeztek, hogy a történetek minél közvetlenebbek és személyesebbek legyenek. Michael Lark véleménye szerint a sorozat a rendőrök nézőpontjából egy egészen más világot mutat be Gotham City-ből, mint ahogyan azt az olvasók korábban más sorozatokból, az álarcos igazságtevők szemszögéből megismerhették. „Ha Mr. Fagy megöl valakit, az rengeteg túlórát fog jelenteni [a rendőrök számára] és végül azt, hogy a fényszórókat a háztetők felé kell irányítani. Azt fogja jelenteni, hogy ezek az emberek, akik különleges kiképzést kaptak, és akik felesküdtek a törvényes rend fenntartására és a polgárok védelmére, valószínűleg nem fogják tudni elvégezni a munkájukat, és engedniük kell, hogy azt egy ostoba kosztümbe bújt önkényes igazságtevő tegye meg helyettük.” – nyilatkozta Lark, aki Gotham városának mindennapjait a World Trade Center ellen elkövetett terror- és a Beltway-orvlövésztámadások véget nem érő, egymást követő ismétlődéseinek hasonlatával jellemezte.
Brubaker megítélése szerint a Gotham Centralt az különböztette meg igazán a kortárs bűnügyi sorozatoktól, mint például a Maffiózók vagy a New York rendőrei című televíziós-, vagy Brian Michael Bendis Powers című képregénysorozatától, az maga a helyszín. Véleménye szerint Gotham városa ugyanannyira élő szereplője a történeteknek, mint bármelyik rendőrtisztje. A sorozat valósághűsége érdekében Brubaker, Rucka és Lark is végzett kutatásokat. A két író bevallása szerint azonban csak addig a pontig voltak hajlandóak ragaszkodni a valósághűséghez, amíg az a történetekre pozitív hatással volt, és nem hátráltatta azokat. Rucka és Brubaker éppen emiatt igyekeztek minél kevesebbet megmutatni Batmanből és annak ellenfeleiből. Ez egyben logikailag is illeszkedett a sorozat stílusába, mivel a rendőrök általában már csak a bűncselekmény megtörténte után érkeznek a helyszínre, hogy rögzítsék a nyomokat, kikérdezzék a tanúkat, és hogy ezek alapján felkutassák a lehetséges elkövetőt. Rucka véleménye szerint a különböző fura ruhákba öltözött bűnözők azonban önmagukban nem vesznek el semmit a sorozat realizmusából. Ennek oka, hogy az olvasónak el kell fogadni, hogy a cselekmény Batman városában, Gotham City-ben játszódik. A Gotham Central, és a hozzá hasonló sorozatok hihetőségének megőrzését, fenntartását az író abban látta, hogy az alkotóknak komolyan kell venniük azt, amivel dolgoznak. Nem szabad kifigurázniuk vagy viccet csinálniuk belőle, mert azzal elpusztítják magát a történetet is. Bár maga Batman, valamint segítőtársai és ellenfelei nem gyakran láthatóak kiemelt helyzetben, a sorozat szereplőire azonban állandó hatással van tagadhatatlan létezésük és érezhető jelenlétük a városban. Lark kezdetben úgy gondolta, hogy Batmannek minden számban fel kellene tűnnie, de hamar belátta, hogy ez egy teljesen hibás megközelítés lett volna. Az álarcos igazságtevő ugyanis alárendeltje kell hogy legyen a cselekménynek, így például Batman nem kapott nagy szerepet a Motive című történetben, de ugyanakkor a Line of Duty nem lehetett volna teljes nélküle.
Rucka a Gotham Centralban Lark által megvalósított képi világot a film noir és a cinéma vérité keverékeként jellemezte. Brubaker nyilatkozata szerint azért voltak készek egy évet várni Lark csatlakozására az alkotói csapathoz, mivel véleménye szerint a rajzolónak különleges érzéke van hozzá, hogy a helyszíneket érdekessé, kifinomulttá és egyszerre erőteljessé is tegye. Mivel a történetek igen sok párbeszédet tartalmaz, fontos volt, hogy a helyszínek is drámaiak legyenek. A Gotham Central nyolcadik számának cselekménye például gyakorlatilag egyetlen helységben játszódik. Lark a sorozat megrajzolása során még egy háromdimenziós térképet is készített a rendőrségi osztály szobájáról, hogy minden nézőpontból pontosan tudja, mi hol helyezkedik el. A rajzolónak saját bevallása szerint a legnagyobb kihívást a realizmus és az egyszerűség közötti egyensúly megtalálása jelentette. Nem akarta Alex Ross vagy Tim Bradstreet valósághű stílusát alkalmazni, de azt sem szerette volna, ha túl „rajzfilmszerűek” lennének a jelenete. A rendőrök egyenruháinak és a város kinézetének megrajzolása közben azonban inkább a valósághűségre törekedett. Nem akarta Bruce Timm képregényvárosát vagy Tim Burton filmvárosát másolni, mivel véleménye szerint egy nem hétköznapi esemény, mint például Batman vagy annak különös ellenfeleinek feltűnése, egy valósághű környezetben sokkal megdöbbentőbb és hatásosabb lehet.